# 三和集团
三和财团（日语： / 英語：）是日本原来的鸿池财阀与山口财阀在第二次世界大战后因财阀解体而重组并再度发展后的企业间组织。

## 财团概要
日本的旧财阀系企业在第二次世界大战后多数以企业集团的形式重组起来。在旧财阀时代几乎在日本金融与工业各领域都有关联子公司的三井、三菱及住友等三大财阀均在战后都几乎原封不动的以企业集团形式完成了重组。但是除了这三大财阀之外，日本金融领域或某些特定工业领域内也有很多专门的财阀；和三大财阀这种综合财阀的战后重组不同，这些财阀形成了以银行为中心并以金融业为基础的企业集团。在这些以银行投资融资为基础建立的企业集团里，比较让人瞩目的有：芙蓉集团、第一劝银集团和三和集团。
三和集团的核心企业三和银行（现在的三菱UFJ银行）是由鸿池财阀的核心企业鸿池银行联合山口财阀的核心企业山口银行及由第三十四国立银行吞并发展而来的三十四银行而合并重组而成。因此三和集团就是一家以三和银行为核心并包括三水会加盟企业、碧波会加盟企业及三叶草会（クローバー会）加盟企业共同组成的企业集团。
三水会原本是三和旗下各总裁的协会；但随着三和银行与东海银行的合并以及UFJ银行的成立，因为4个前东海银行的关系密切公司总裁的加入，三水会改组成为“水曜会”。三叶草会则是三和集团旗下负责实际执行的行动队伍，不过随着UFJ银行的设立而已经解散。另一方面，碧波会则已经完成了法人注册并成为三和集团实际上的活动主体。

## 主要公司
| 公司名               | 水曜会 | 碧波会 | 备注             |
| -------------------- | ------ | ------ | ---------------- |
| 艺术公司             |        | 是     |                  |
| 伙伴日生同和损害保险 |        | 是     |                  |
| 朝日木技             |        | 是     |                  |
| As One               |        | 是     |                  |
| 天辻钢球制作所       |        | 是     |                  |
| 荒川化学工业         |        | 是     |                  |
| 新家工业             |        | 是     |                  |
| ECC                  |        | 是     |                  |
| 一富士餐饮服务       |        | 是     |                  |
| 伊藤火腿米久控股     | 是     |        |                  |
| 伊都锦               |        | 是     |                  |
| 岩崎通信机           | 是     | 是     |                  |
| 岩谷产业             | 是     | 是     |                  |
| 上村工业             |        | 是     |                  |
| 宇部兴产             | 是     | 是     |                  |
| 爱思帝               |        | 是     |                  |
| 江崎固力果           |        | 是     |                  |
| SBS控股              |        | 是     |                  |
| NSD                  |        | 是     |                  |
| NOE                  |        | 是     |                  |
| NTN                  | 是     | 是     |                  |
| OSJB控股             |        | 是     |                  |
| 大藏屋住宅           |        | 是     |                  |
| 大阪瓦斯             | 是     |        | 也属于大轮会集团 |
| 安托华汽配           |        | 是     |                  |
| 大阪苏打             |        | 是     |                  |
| 大西                 |        | 是     |                  |
| 大林组               | 是     | 是     | 也属于大轮会集团 |
| 大林道路             |        | 是     |                  |
| 奥村组土木兴业       |        | 是     |                  |
| 欧力士               | 是     | 是     |                  |
| 学生信息中心         |        | 是     |                  |
| 笠谷                 |        | 是     |                  |
| 关西涂料             | 是     | 是     | 也属于最胜会集团 |

### 脚注
1. ↑  和战前的财阀组成形式不同，战后的企业集团并不采用金字塔型的康采恩结构。

### 出典
1. ↑  柴垣 1989，第91頁
2. 1 2  柴垣 1989，第93頁
3. ↑  柴垣 1989，第93-94頁
4. ↑  柴垣 1989，第94頁
5. 1 2 3  . 周刊钻石（日语：週刊ダイヤモンド） (东京: 钻石社（日语：ダイヤモンド社）). 2017-07-29: 56–57 （日语）.
6. 1 2  . 泉佐野丘陵緑地.   [2021-03-10]. （原始内容存档于2016-11-04）.
7. ↑  . 双日株式会社.   [2021-03-10]. （原始内容存档于2016-12-21）.

### 文献
- 柴垣, 和夫. . 昭和の歴史 9 文庫判. 東京都: 小學館. 1989. ISBN 9784094011098 （日语）.